# 飯田雅浩
飯田 雅浩（いいだ まさひろ、2000年10月5日 - ）は、東京都杉並区出身のプロサッカー選手。Jリーグ・カマタマーレ讃岐所属。ポジションはゴールキーパー。

## 来歴
東京ヴェルディの下部組織出身だったが、高校は青森山田高校に進学。青森山田高校時代には高校サッカー選手権で優勝に貢献。大学は国士舘大学に進学。国士舘大学では4年時に総理大臣杯の優勝に貢献し、2022年9月にジュニアユース時代まで所属していた東京ヴェルディへの加入内定が発表された。
2024年、ヴァンラーレ八戸へ期限付き移籍。
2025年、カマタマーレ讃岐へ期限付き移籍。

## 所属クラブ
- 東京ヴェルディジュニア
- 東京ヴェルディジュニアユース
- 青森山田高校
- 国士舘大学
- 2023年 -  東京ヴェルディ
  - 2024年  ヴァンラーレ八戸（期限付き移籍）
  - 2025年 -  カマタマーレ讃岐（期限付き移籍）

## 個人成績
| 国内大会個人成績 | 国内大会個人成績 | 国内大会個人成績 | 国内大会個人成績 | 国内大会個人成績 | 国内大会個人成績 | 国内大会個人成績 | 国内大会個人成績 | 国内大会個人成績 | 国内大会個人成績 | 国内大会個人成績 | 国内大会個人成績 |
| 年度             | クラブ           | 背番号           | リーグ           | リーグ戦         | リーグ戦         | リーグ杯         | リーグ杯         | オープン杯       | オープン杯       | 期間通算         | 期間通算         |
| 年度             | クラブ           | 背番号           | リーグ           | 出場             | 得点             | 出場             | 得点             | 出場             | 得点             | 出場             | 得点             |
| 日本             | 日本             | 日本             | 日本             | リーグ戦         | リーグ戦         | リーグ杯         | リーグ杯         | 天皇杯           | 天皇杯           | 期間通算         | 期間通算         |
| ---------------- | ---------------- | ---------------- | ---------------- | ---------------- | ---------------- | ---------------- | ---------------- | ---------------- | ---------------- | ---------------- | ---------------- |
| 2023             | 東京V            | 41               | J2               | 0                | 0                | -                | -                | 1                | 0                | 1                | 0                |
| 2024             | 八戸             | 1                | J3               | 7                | 0                | 1                | 0                | 2                | 0                | 10               | 0                |
| 2025             | 讃岐             | 41               | J3               |                  |                  |                  |                  |                  |                  |                  |                  |
| 通算             | 日本             | 日本             | J2               | 0                | 0                | -                | -                | 1                | 0                | 1                | 0                |
| 通算             | 日本             | 日本             | J3               | 7                | 0                | 1                | 0                | 2                | 0                | 10               | 0                |
| 総通算           | 総通算           | 総通算           | 総通算           | 7                | 0                | 1                | 0                | 3                | 0                | 11               | 0                |

出場歴
- Jリーグ初出場：2024年2月24日 J3第1節 大宮アルディージャ戦（NACK5スタジアム大宮）

## 代表歴
- U-23日本代表
  - カンボジア遠征（2022年）

## タイトル

### クラブ
青森山田高校
- 全国高等学校サッカー選手権大会（2018年）

国士舘大学
- 総理大臣杯全日本大学サッカートーナメント（2022年）

### 個人
- 全国高等学校サッカー選手権大会・優秀選手（2018年）
- 関東大学サッカーリーグ戦・ベストイレブン（2021年, 2022年）